# Théâtre dans le théâtre
 (mars 2014).
Si vous disposez d'ouvrages ou d'articles de référence ou si vous connaissez des sites web de qualité traitant du thème abordé ici, merci de compléter l'article en donnant les références utiles à sa vérifiabilité et en les liant à la section « Notes et références ».
Le théâtre dans le théâtre est un procédé théâtral qui intervient dans une pièce lorsque les comédiens se mettent à jouer une pièce de théâtre à l'intérieur même de la pièce.
Il peut y avoir aussi des « faux » spectateurs, qui sont des comédiens faisant semblant de regarder.
Il y a alors les spectateurs qui regardent la pièce (pour « de vrai »), les « faux » spectateurs qui sont des comédiens qui jouent des spectateurs assistant au « faux » spectacle, et les comédiens qui jouent à jouer la (seconde) pièce.
Dans certains cas, la seconde pièce (ou « petite pièce » ) présente une analogie avec la « grande pièce » et l'ensemble est une mise en abyme théâtrale. Par exemple, des personnages ont le même comportement, ou la même personnalité, ou le même problème, etc.
Le métathéâtre est assez semblable, mais est un théâtre qui parle du théâtre, en mettant sous forme de castings, répétitions, débats, coulisses, etc. Mais on ne voit pas le théâtre joué au moment de la représentation.
La pièce Frédérick ou le boulevard du crime d’Éric-Emmanuel Schmitt multiplie les jeux de miroirs, ajoutant au métathéâtre – réflexion sur le théâtre, le jeu, le comédien – du théâtre dans le théâtre vu de face, des coulisses ou de loin, mettant des personnages de l’action dans le vrai public et transformant parfois le vrai public en un public de l’époque. 
Cette forme de théâtralité peut également se retrouver à l'opéra. Ainsi dans Pagliacci de Ruggero Leoncavallo, l'histoire repose sur la représentation de commedia dell'arte d'une troupe de théâtre ambulant au cours de laquelle le comédien, mêlant l'action de la pièce et la réalité, tue sa femme et l'amant de celle-ci. L'auteur réussit habilement cette fusion, si bien que les spectateurs peuvent parfois avoir du mal à suivre le déroulement des péripéties. 
L’École des femmes de Molière en est un autre exemple. En effet, dans la scène 4 de l'acte IV, on peut voir qu'Arnolphe et ses deux valets vont jouer du théâtre dans le théâtre. Il y a aussi Les Fourberies de Scapin (acte 3, scène 2).

## Exemples de pièces où le procédé intervient
- Le Songe d'une nuit d'été de William Shakespeare (1600)
- L'Illusion comique de Pierre Corneille (1635)
- L’École des femmes de Molière (1662)
- L'Île des esclaves de Pierre de Marivaux (1725)
- Les Acteurs de bonne foi de Marivaux (1757)
- La Mouette d'Anton Tchekhov (1896)
- Cyrano de Bergerac d'Edmond Rostand (1897)
- Six personnages en quête d'auteur de Luigi Pirandello (acte I) (1921)
- Ondine de Jean Giraudoux (acte II, dans le palais du roi) (1939)
- Antigone de Jean Anouilh (prologue) (1944)
- Le Cercle de craie caucasien de Bertolt Brecht (1945)
- Les Bonnes de Jean Genet (1947)
- Le Théâtre ambulant Šopalović de Ljubomir Simović
- Marat-Sade de Peter Weiss
- La commedia de'due teatri de Giovanni Lorenzo Bernini
- Thé à la menthe ou t'es citron ? de Patrick Haudecœur
- Juste La Fin Du Monde de Jean-Luc Lagarce (1990)
- Frédérick ou le boulevard du crime d'Éric-Emmanuel Schmitt (1998)
- La Divine Illusion de Michel Marc Bouchard (2015)
- À bien y réfléchir et puisque vous soulevez la question, il faudra quand même trouver un titre un peu plus percutant de 26000 Couverts (2016) et (2017)
- Edmond d'Alexis Michalik (2016)